# میدان پاریاب
میدان پاریاب روستایی از توابع بخش مرکزی شهرستان ملکشاهی است.
این روستا در دهستان چمزی قرار دارد.